# NAMBUギター工房tupli
NAMBUギター工房tupli（なんぶギターこうぼうテュプリ、英：Tupli guitars）とは、宮城県刈田郡蔵王町にある、ギターを製造する楽器メーカーである。2008年創業。

## 概要
ギター職人・南部暁生が本格的なハンドメイド・ギター作りを目指し創業。南部はフェルナンデス・ギターエンジニアスクールでギターづくりを学び、アストリアスギター製造株式会社に勤務していたが、同社でのギターづくりは分業制で、携わるのは工程の一部であったことから、「ものを作ることの自分の価値観として、初めから終わりまで関わりたかった」と独立を決意した。
クラシックギター・フォークギターなど、主にスチール弦のギターを、全て蔵王町の工房でハンドメイドで製造し、販売している。ギター製作の全工程を南部が行うため、大量生産はされておらず、生産数は年6 - 7本程度である（2018年時点）。カスタムギターの製造のほか、ギターの点検や修理といったメンテナンス業務も行なっている。
tupliという名前の由来について、南部は「アイヌ文様が昔から好きで、アイヌ文化への興味から言葉を調べていた時に[チュプリ] がアイヌ語で「日の出」「夜明け」だということを知り、「暁」との関連もありこの言葉が気に入った私は、アイヌ文化への敬意を込めてブランド名にしたいと考えた。その際、語感と見た目から tupli と書いて [テュプリ] と変換することにした」と述べている。
宮城県内の楽器店とのコラボレーションにより、製品の展示や点検会・カスタムオーダー相談会も実施している。

## 沿革
- 2008年 - 南部が5年半勤めたアストリアスギター製造を退社、宮城県蔵王町に工房を構え設立[1]。

## 主な使用者
- さとう宗幸[4]
- 千代正行[4]
- 打田十紀夫[7]
- 南澤大介[8]
- 佐藤大剛[9]